# Пражак, Алоис
Алоис Пражак (30 января 1820, Угерске-Градиште — 30 января 1901, Вена) — австро-венгерский чешский политический деятель.
Учился в гимназии в Кромержиже, затем изучал философию в Брно и право в Оломоуце. В 1848 году был избран в моравский ландтаг и рейхсстаг, где примкнул к чешской правой и получил популярность стремлением принять закон о снижении налогов. В 1849 году поселился в Брно и занялся адвокатской практикой, в политику вернулся в 1861 году в качестве члена ландтага и рейхсрата (оставался там только два года, до 1863 года, но был вновь избран в 1874 году, став главой умеренных чехов). В 1879 году стал министром без портфеля в правительстве Таафе, а в 1881 году стал в нём же министром юстиции. Выступал против германизации и за права чехов и их языка; его распоряжения о языках, изданные в 1881 и 1886 годах,, вызвали негодование австрийцев. В 1888 году ушёл с должности министра юстиции и вновь стал министром без портфеля, а в 1892 году вышел в отставку и был назначен пожизненным членом палаты господ.